# جوان إريكسون
جوان إريكسون هي عالمة نفس كندية، ولدت في 1902 في تورونتو في كندا، وتوفيت في 3 أغسطس 1997 في Brewster, Massachusetts ‏ في الولايات المتحدة.